# Apple Public Source License
Apple Public Source License (APSL) is een vrijesoftwarelicentie voor opensourcesoftware. De APSL wordt onder meer gebruikt voor Darwin OS, macOS, Safari, Pages en Numbers. Veel software van Apple die onder de APSL werd uitgebracht werd later ook uitgebracht onder de Apache-licentie.

## Versies

### APSL 1.0
APSL 1.0 werd goedgekeurd door het OSI, maar niet door de Free Software Foundation. Het werd door Apple wel als opensourcelicentie gezien, omdat het voldeed aan alle kenmerken van een vrijesoftwarelicentie.

### APSL 2.0
De tweede versie van APSL werd goedgekeurd door de FSF en het OSI, maar niet door het Debian-team. De Free Software Foundation raadt echter aan om de GPL te gebruiken voor nieuwe softwareprojecten, omdat de APSL niet compatibel is met GPL-gelicenseerde software.